# Puja Gupta
Puja Gupta (Nueva Delhi, 30 de enero de 1984) es una modelo y actriz india, ganadora de Femina Miss India en 2007. Participó en el certamen Miss Universo 2007 en México, terminando en noveno lugar. 
Alentó el turismo en Alemania como embajadora india. Sus intereses incluyen el dibujo, viajar, escribir, yoga y montar a caballo. Esta capacitada en artes marciales.
Gupta hizo su debut cinematográfico en la película F.A.L.T.U..

## Filmografía
| Año  | Título         | Rol              | Notas     |
| ---- | -------------- | ---------------- | --------- |
| 2011 | F.A.L.T.U      | Puja Nigam       |           |
| 2013 | Go Goa Gone    | Luna             |           |
| 2013 | Shortcut Romeo | Sherry/Raathikha |           |
| 2015 | Hate Story 3   |                  |           |
| 2020 | Dangerous      |                  | Serie web |